# Рудавка Риманівська
Рудавка Риманівська (пол. Rudawka Rymanowska) чи Рудавка Романівська  — село північної Лемківщини поруч з містечком Романів, центром однойменної гміни у кросненському повіті Підкарпатського воєводства Польщі.

## Історія
Село відоме з 1589 р.
Тилявська схизма не торкнулася жителів села: станом на 1936 рік тут проживало 237 греко-католиків.
До 1945 р. в селі було чисто лемківське населення: усі 240 жителів села — українці.
До 1945 р. греко-католики в селі належали до парохії Тернавка Риманівського деканату, до якої також входили села Вислічок і Завоі. Метричні книги провадились від 1784 р.
У 1945 році усіх мешканців села польська влада виселила в СРСР, на їх місце поселила поляків.